# Kyzyl-Mažalyk
Kyzyl-Mažalyk (in russo Кызыл-Мажалык? è un villaggio della Repubblica di Tuva, Russia, centro amministrativo del Barun-Chemčikskij kožuun. Aveva, nel 2021, una popolazione di 4 546 abitanti. Il villaggio si trova sul fiume Chemčik.